# Santa Cruz Futebol Clube (Natal)
O Santa Cruz Futebol Clube, também conhecido como Santa Cruz de Natal, é um clube de futebol brasileiro, da cidade de Natal, no Estado do Rio Grande do Norte. Suas cores são vermelho, preto e branco.
Atualmente disputa a primeira divisão do Campeonato Potiguar de Futebol.

## História
Em 1965, o clube foi fundado como Santa Cruz Futebol Clube na cidade de São Gonçalo do Amarante, posteriormente transferindo-se para a capital do estado. Pelo CNPJ entende-se que a agremiação não é o Santa Cruz Esporte e Cultura de Natal que existiu anteriormente.
O clube passou mais de 30 anos sem jogar, só retornando às competições amadoras em 2011. Quatro anos depois, entrou na segunda divisão do Potiguar, terminando em segundo lugar.
Em 2017, após ser coroado campeão da segunda divisão em 2016, o Santa Cruz estreou na primeira divisão. Em 2018, o clube conquistou uma impressionante 3ª colocação, classificando-se para a Série D do ano seguinte e para a Copa do Brasil.
Em 2019, na sua primeira participação na Copa do Brasil, a equipe potiguar bateu o Tupi por 1 a 0 e conseguiu a classificação para a segunda fase. O gol da vitória na Arena das Dunas foi marcado por Dênis, ainda no primeiro tempo. Na Segunda fase o Bahia bate o Santa Cruz de Natal e avança à terceira fase da Copa do Brasil, Gilberto marca no primeiro tempo, de pênalti, e garante equipe baiana na próxima fase da competição nacional. Já no Campeonato Brasileiro da Série D de 2019, ele é eliminado na primeira fase por terminar em último em seu grupo e terminou em 59º lugar entre 68 participantes.
Em 2021, o Santa Cruz surpreendeu e conquistou uma vaga inédita na final da Copa Rio Grande do Norte de 2021, equivalente ao segundo turno do estadual, onde acabou empatando com o ABC em 1 a 1 e ficando com o vice-campeonato pelo critério de desempate.

## Títulos e Destaques

### Estaduais
| Estaduais | Estaduais                        | Estaduais | Estaduais   |
|           | Competição                       | Títulos   | Temporadas  |
| --------- | -------------------------------- | --------- | ----------- |
|           | Campeonato Potiguar - 2ª Divisão | 2         | 1979 e 2016 |

### Títulos das categorias de base
- Campeonato Potiguar Sub-15: 2024;
- Campeonato Potiguar Sub-17: 2025;

### Campanhas de Destaque
- Vice-campeão do Campeonato Potiguar: 2024
- Vice-campeão da Copa Rio Grande do Norte: 2021
- Vice-campeão do Campeonato Potiguar - 2ª Divisão: 2015
- 2ª Fase da Copa do Brasil: 2019

## Elenco
Atualizado em 06 de janeiro de 2022

## Estatísticas
|  | Participações em 2025 |

| Competição          | Competição          | Temporadas | Melhor campanha       | Estreia | Última | P | R |
| Rio Grande do Norte | Campeonato Potiguar | 9          | Vice-campeão (2024)   | 2017    | 2025   |   | – |
| Rio Grande do Norte | 2ª Divisão          | 6          | Campeão (1979 e 2016) | 1976    | 2016   | 1 | – |
|                     | Copa do Nordeste    | 1          | 1ª fase (2025)        | 2025    | 2025   |   |   |
| Brasil              | Série D             | 3          | 40º colocado (2025)   | 2019    | 2025   | – |   |
| Brasil              | Copa do Brasil      | 2          | 2ª fase (2019)        | 2019    | 2025   |   |   |

## Desempenho em Competições

### Temporadas
Legenda:
| Campeão Vice-campeão | Rebaixamento Acesso |

### Retrospecto em competições oficiais
Última atualização: Série D de 2024.
| Competição | Competição | Temporadas | Títulos | Pts. | J  | V | E | D  | GP | GC |
| ---------- | ---------- | ---------- | ------- | ---- | -- | - | - | -- | -- | -- |
| Brasil     | Série D    | 2          | –       | 21   | 20 | 6 | 3 | 11 | 23 | 39 |